# MusiXTeX
 (août 2023).
MusiXTeX est un système d'édition musicale basé sur le logiciel d'édition TeX et développé par Daniel Taupin, Andreas Egler et Ross Mitchell.
Parallèlement, les préprocesseurs PMX, M-Tx er autosp permettent de simplifier leur édition par rapport à MusiXTeX.

## Histoire
Les premières macro du logiciel d'édition TeX, spécialisées dans la typographie musicale apparaissent en 1987, basées sur MuTeX et limitée à une portée.
MusicTeX est une première évolution, sortie en 1991 et développée par Daniel Taupin, du Laboratoire de physique des solides de l'Université de Paris-Sud, permettant l'utilisation de portées multiples.
MusiXTeX est une nouvelle évolution, créé conjointement par Daniel Taupin, Andreas Egler et Ross Mitchell.
En 1996 sort LilyPond, une nouvelle évolution de l'édition musicale avec TeX.